# Dioptis
Dioptis là một chi bướm đêm trong họ Notodontidae. Chi này có các loài sau:
- Dioptis aeliana  Bates, 1862
- Dioptis angustifascia  Hering, 1925
- Dioptis areolata  Walker, 1854
- Dioptis beckeri  Miller, 2008
- Dioptis butes  (Druce, 1885)
- Dioptis candelaria  Druce, 1885
- Dioptis charila  Druce, 1893
- Dioptis charon  Druce, 1893
- Dioptis cheledonis  Druce, 1893
- Dioptis chloris  Druce, 1893
- Dioptis climax  Prout, 1918
- Dioptis columbiana  Hering, 1925
- Dioptis curvifascia  Prout, 1918
- Dioptis cyma  Hübner, 1818
- Dioptis dentistriga  Hering, 1925
- Dioptis egla  Druce, 1893
- Dioptis eteocles  (Druce, 1885)
- Dioptis fatima  (Möschler, 1877)
- Dioptis fratelloi  Miller, 2008
- Dioptis ilerdina  Bates, 1862
- Dioptis incerta  Hering, 1925
- Dioptis indentata  Hering, 1925
- Dioptis leucothyris  (Butler, 1876)
- Dioptis longipennis  (Schaus, 1913)
- Dioptis meon  (Cramer, 1775)
- Dioptis nigrivenis  Hering, 1925
- Dioptis obliquaria  (Warren, 1905)
- Dioptis onega  Bates, 1862
- Dioptis otanes  Druce, 1893
- Dioptis pallene  Druce, 1893
- Dioptis paracyma  Prout, 1918
- Dioptis pellucida  Warren, 1901
- Dioptis peregrina  Hering, 1925
- Dioptis phelina  C. and R. Felder, 1874
- Dioptis proix  Prout, 1918
- Dioptis restricta  Warren, 1901
- Dioptis roraima  Druce, 1893
- Dioptis stenothyris  Prout, 1918
- Dioptis subalbata  (Dognin, 1904)
- Dioptis tessmanni  Hering, 1925
- Dioptis trailii  (Butler, 1877)
- Dioptis uniguttata  Warren, 1901
- Dioptis vacuata  Warren, 1905
- Dioptis vitrifera  Warren, 1905
- Dioptis zarza  (Dognin, 1894)